# Koffert

Koffert

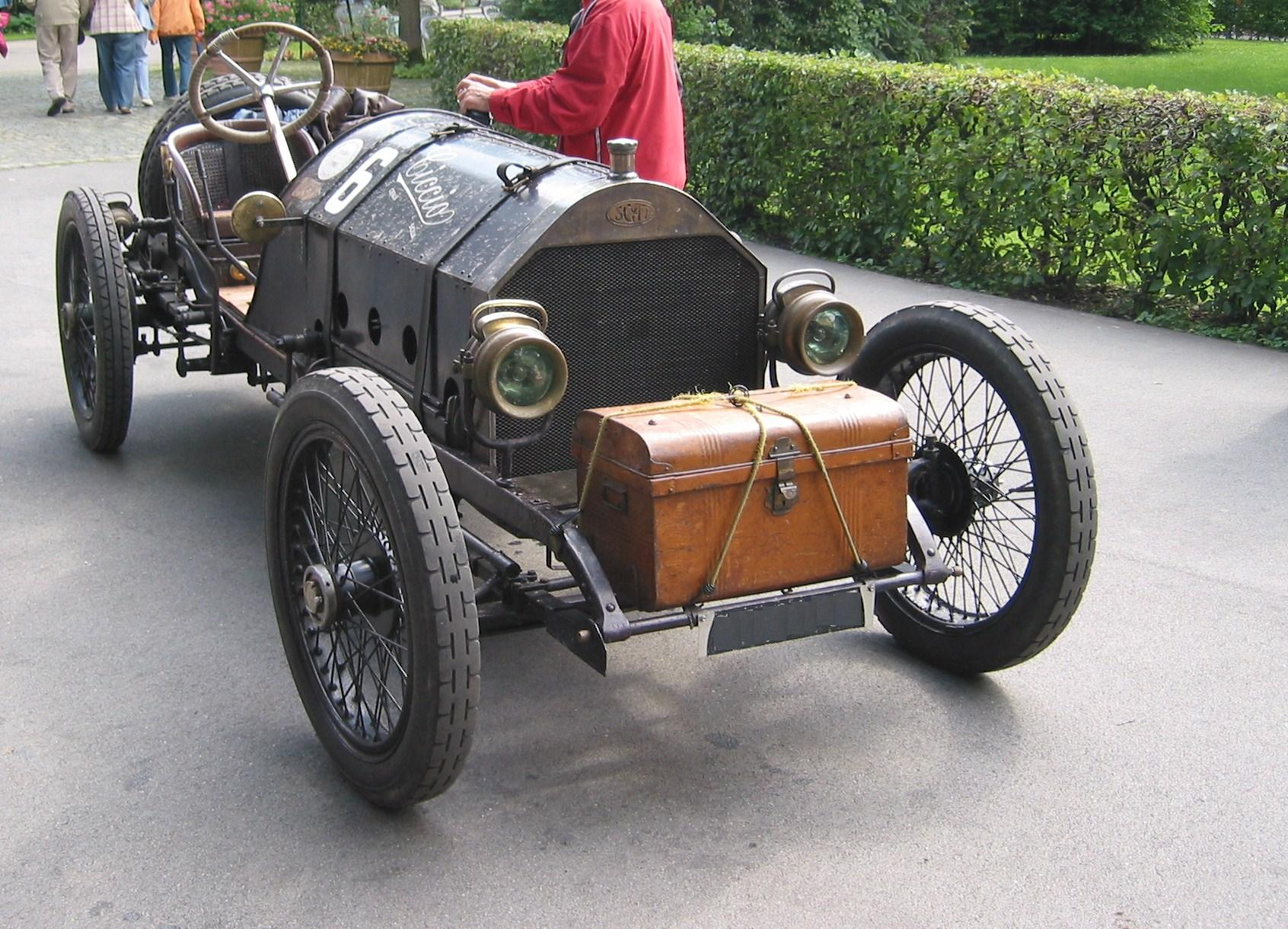
En SCAT från 1911 med koffert framtill för bagage.

En koffert är en kista avsedd för förvaring av kläder och andra personliga tillhörigheter under transporter. Kofferten består av en låda, med lock fästad med gångjärn och någon låsanordning. Den är ofta större än en resväska (en äldre benämning för resväska var just handkoffert) och har ofta handtag på kortsidorna. Den är inte avsedd att bäras manuellt längre sträckor, utan för transport med till exempel järnväg, båt eller som bagageutrymme längst bak, eller fram på bilar, vilket var vanligt på vissa bilmodeller fram till och med 1920-talet. En koffert kan även vara inredd som en garderob med plats för hängande kläder och ha lådor, och kallas då ibland för resegarderob. Koffertar kan vara gjorda i många material men har ofta en stomme av trä. De kan vara klädda i skinn men även vara gjorda av flätad rotting.
De koffertar som nordiska emigranter använde till USA på 1800-talet för att packa sina tillhörigheter i har kommit att kallas för Amerikakoffert eller emigrantkoffert.
Ordet koffert härstammar från franskans coffre, som betyder "låda" eller "kista" som i sin tur härstammar från italienskans coffa eller spanskans cofa som betyder mastkorg. Troligtvis härstammar dessa ord ifrån  arabiskans kuffa som betyder "(djup) korg", av grekiskans κόφινος och latinets cophinus som betyder "(stor) korg".
Koffert är också en ålderdomlig benämning på en bils bagageutrymme, eftersom man surrade fast koffertar på tidiga bilar för att kunna frakta bagage.